# Obiekty z listy światowego dziedzictwa UNESCO w Australii i Oceanii
Poniżej przedstawiono obiekty z listy światowego dziedzictwa UNESCO, położone w Australii i Oceanii. Listę uporządkowano w kolejności alfabetycznej według państw. Na liście nie wymieniono państw Samoa, Tonga, Nauru i Tuvalu, ponieważ na ich terenie nie znajduje się żaden obiekt wpisany na listę UNESCO.
Nr ref. – numer referencyjny UNESCO
Obiekt – polskie tłumaczenie nazwy wpisu na liście wraz z jej angielskim oryginałem;
Typ – klasyfikacja według Komitetu Światowego Dziedzictwa:
- kulturowe (K),
- przyrodnicze (P),
- kulturowo–przyrodnicze (K,P);

Rok wpisu – roku wpisu na listę; rok rozszerzenia wpisu;
Opis – krótki opis obiektu wraz z informacjami o jego zagrożeniu.
     Obiekty wpisane na listę dziedzictwa zagrożonego

## Australia(21)
| Nr ref. | Obiekt | Zdjęcie | Typ                                  | Rok            | Opis |
| ------- | --- | ------- | ------------------------------------ | -------------- | --- |
| 154     | Wielka Rafa Koralowa Great Barrier Reef                                                                                  |         | P (vii)(viii)(ix)(x)                 | 1981           | Największa na świecie rafa koralowa, położona na Morzu Koralowym. W 1975 roku na terenie rafy utworzono park morski – Park Morski Wielkiej Rafy Koralowej.              |
| 147     | Park Narodowy Kakadu Kakadu National Park                                                                                |         | K, P (i)(vi)(vii)(ix)(x)             | 1981 1987 1992 | Największy lądowy park narodowy na terenie Australii. Jest zamieszkiwany przez Aborygenów od ponad 40 tys. lat.                                                         |
| 167     | Region Wyschniętych Jezior Willandra Willandra Lakes Region                                                              |         | K, P (iii)(viii)                     | 1981           | Skamieniałe pozostałości jezior i formacji piaskowych z okresu plejstocenu.                                                                                             |
| 181     | Tasmanian Wilderness |         | K, P (iii)(iv)(vi)(vii)(viii)(ix)(x) | 1982 1989      | Rezerwat przyrody o powierzchni 13 800 km². Na jego terenie znajduje się 10 parków narodowych oraz obszarów chronionych.                                                |
| 186     | Wyspy Lorda Howe Lord Howe Island Group                                                                                  |         | P (vii)(x)                           | 1982           | Wulkaniczne wyspy położone na Morzu Tasmana 600 km na wschód od Australii. Powstały w wyniku działalności podwodnych wulkanów.                                          |
| 368     | Środkowo-Wschodni Rezerwat Lasów Deszczowych Gondwana Rainforests of Australia                                           |         | P (viii)(ix)(x)                      | 1986 1994      | Park narodowy łączący na swoim terenie parki narodowe dwóch stanów australijskich: Nowej Południowej Walii oraz Queenslandu.                                            |
| 447     | Park Narodowy Uluru-Kata Tjuta Uluru-Kata Tjuta National Park                                                            |         | K, P (v)(vi)(vii)(viii)              | 1987 1994      | Park narodowy położony w środkowej części Australii. Na jego terenie znajduje się formacja skalna Uluru oraz Kata Tjuta.                                                |
| 486     | Wilgotny las równikowy Queensland Wet Tropics of Queensland                                                              |         | P (vii)(viii)(ix)(x)                 | 1988           | Obszar o powierzchni 893 453 ha porośnięty głównie tropikalnymi lasami deszczowymi.                                                                                     |
| 578     | Zatoka Rekina w Australii Zachodniej Shark Bay, Western Australia                                                        |         | P (vii)(viii)(ix)(x)                 | 1991           | Zatoka Oceanu Indyjskiego, najbardziej wysunięte miejsce na zachód w Australii.                                                                                         |
| 630     | Wielka Wyspa Piaszczysta K’gari (Fraser Island)                                                                          |         | P (vii)(viii)(ix)                    | 1992           | Największa wyspa piaskowa na świecie. Odnotowano na niej występowanie 350 gatunków ptaków oraz 48 gatunków ssaków.                                                      |
| 698     | Zespoły skamielin ssaków australijskich Riversleigh/Naracoorte Australian Fossil Mammal Sites (Riversleigh / Naracoorte) |         | P (viii)(ix)                         | 1994           | Stanowiska archeologiczne Riversleigh oraz Naracoorte są jednymi z najbardziej zasobnych miejsc na świecie, ze skamieniałościami ssaków z epoki oligocenu oraz miocenu. |
| 577     | Wyspy Heard i McDonalda Heard and McDonald Islands                                                                       |         | P (viii)(ix)                         | 1997           | Jedyne na świecie aktywne wyspy wulkaniczne położone w tzw. pasie wyjących pięćdziesiątek. Znajdują się na nich jedyne czynne wulkany w Australii.                      |
| 629     | Macquarie Macquarie Island                                                                                               |         | P (vii)(viii)                        | 1997           | Wyspa położona w strefie wyjących pięćdziesiątek. Jest to jedyne miejsce na Ziemi, gdzie płaszcz ziemski wynurza się nad poziom morza.                                  |
| 917     | Region Gór Błękitnych Greater Blue Mountains Area                                                                        |         | P (ix)(x)                            | 2000           | Park narodowy charakteryzujący się wapiennymi płaskowyżami, wąwozami oraz urwiskami.                                                                                    |
| 1094    | Park Narodowy Purnululu Purnululu National Park                                                                          |         | P (vii)(viii)                        | 2003           | Park narodowy charakteryzujący się licznymi stożkami krasowymi, powstałymi w wyniku erozji oraz procesów geologicznych.                                                 |
| 1131    | Budynek Wystawy Królewskiej i Ogrody Carlton Royal Exhibition Building and Carlton Gardens                               |         | K (ii)                               | 2004 2010      | Budynek oraz ogrody zostały wzniesione na potrzeby wystaw międzynarodowych w 1880 oraz 1888 roku.                                                                       |
| 166     | Opera w Sydney Sydney Opera House                                                                                        |         | K (i)                                | 2007           | Gmach opery wybudowanej w stylu nowoczesnego ekspresjonizmu. Został zaprojektowany przez duńskiego architekta Jørna Utzona.                                             |
| 1306    | Australijskie miejsca zesłańców Australian Convict Sites                                                                 |         | K (iv)(vi)                           | 2010           | Jedenaście obiektów wybudowanych przez administrację Imperium Brytyjskiego na terytorium Australii w XVIII i XIX wieku.                                                 |
| 1369    | Wybrzeże Ningaloo Ningaloo Coast                                                                                         |         | P (vii)(x)                           | 2011           | Rafa koralowa o długości 260 km. W 1987 roku utworzono tutaj Podmorski Park Ningaloo.                                                                                   |
| 1577    | Krajobraz kulturowy Budj Bim Budj Bim Cultural Landscape                                                                 |         | K (iii)(v)                           | 2019           | Krajobraz obejmuje świadectwa kultury aborygeńskiej, z jednym z największych i najstarszych na świecie systemem akwakultury sprzed 6600 lat.                            |
| 1709    | Krajobraz kulturowy Murujuga Murujuga Cultural Landscape                                                                 |         | K (i)(iii)(v)                        | 2025           | |

## Chile(7, 1 obiekt w Oceanii)
| Nr ref. | Obiekt                                        | Zdjęcie | Typ           | Rok  | Opis |
| ------- | --------------------------------------------- | ------- | ------------- | ---- | --- |
| 715     | Park Narodowy Rapa Nui Rapa Nui National Park |         | K (i)(iii)(v) | 1995 | Park narodowy znajduje się na Wyspie Wielkanocnej. Na jego terenie znajdują się monolityczne posągi – moai. |

## Fidżi(1)
| Nr ref. | Obiekt                                                        | Zdjęcie | Typ        | Rok  | Opis |
| ------- | ------------------------------------------------------------- | ------- | ---------- | ---- | --- |
| 1399    | Historyczne miasto portowe Levuka Levuka Historical Port Town |         | K (ii)(iv) | 2013 | Miasto portowe rozwijające się od XIX wieku dzięki handlowi. Jest przykładem kolonialnego miasta portowego, na które wpływ miała rdzenna ludność. |

## Indonezja(9, 1 obiekt w Oceanii)
| Nr ref. | Obiekt                                      | Zdjęcie | Typ             | Rok  | Opis                                                                                    |
| ------- | ------------------------------------------- | ------- | --------------- | ---- | --------------------------------------------------------------------------------------- |
| 955     | Park Narodowy Lorentz Lorentz National Park |         | P (viii)(ix)(x) | 1999 | Park Narodowy, który jest największym obszarem chronionym w Azji Południowo-Wschodniej. |

## Japonia(25, 1 obiekt w Oceanii)
| Nr ref. | Obiekt                            | Zdjęcie | Typ    | Rok  | Opis                                                                         |
| ------- | --------------------------------- | ------- | ------ | ---- | ---------------------------------------------------------------------------- |
| 1362    | Wyspy Ogasawara Ogasawara Islands |         | P (ix) | 2011 | Archipelag wysp wulkanicznych charakteryzujący się bogatą bioróżnorodnością. |

## Kiribati(1)
| Nr ref. | Obiekt                                                      | Zdjęcie | Typ         | Rok  | Opis                                                                               |
| ------- | ----------------------------------------------------------- | ------- | ----------- | ---- | ---------------------------------------------------------------------------------- |
| 1325    | Obszar chroniony wysp Feniks Phoenix Islands Protected Area |         | P (vii)(ix) | 2010 | Grupa wysp lagunowych, na których występuje duża bioróżnorodność wśród koralowców. |

## Mikronezja(1)
| Nr ref. | Obiekt | Zdjęcie | Typ                | Rok  | Opis |
| ------- | --- | ------- | ------------------ | ---- | --- |
| 1503    | Nan Madol – ośrodek ceremonialny wschodniej Mikronezji Nan Madol: Ceremonial Centre of Eastern Micronesia |         | K (i)(iii)(iv)(vi) | 2016 | Ruiny miasta położone na ok. 100 wysepkach. W 2016 roku został umieszczony na liście obiektów zagrożonych z uwagi na zamulenie powodujące niekontrolowany rozrost namorzyn blokujących kanały między wysepkami. |

## Nowa Kaledonia(francuskie terytorium zależne)
| Nr ref. | Obiekt                                                                                    | Zdjęcie | Typ            | Rok  | Opis |
| ------- | ----------------------------------------------------------------------------------------- | ------- | -------------- | ---- | --- |
| 1115    | Laguny Nowej Kaledonii Lagoons of New Caledonia: Reef Diversity and Associated Ecosystems |         | P (vii)(ix)(x) | 2008 | Laguny otaczające nowokaledońską rafę koralową. Jest to druga najdłuższa i trzecia pod względem wielkości rafa na świecie. |

## Nowa Zelandia(3)
| Nr ref. | Obiekt                                                                   | Zdjęcie | Typ                  | Rok       | Opis |
| ------- | ------------------------------------------------------------------------ | ------- | -------------------- | --------- | --- |
| 551     | Rezerwat przyrody Te Wahipounamu Te Wahipounamu – South West New Zealand |         | P (vii)(viii)(ix)(x) | 1990      | Rezerwat przyrody charakteryzujący się licznymi fiordami oraz jeziorami polodowcowymi.                                                                             |
| 421     | Park Narodowy Tongariro Tongariro National Park                          |         | K, P (vi)(vii)(viii) | 1990 1993 | Najstarszy park narodowy Nowej Zelandii. Znajdują się tutaj aktywne oraz wygasłe wulkany. Park zamieszkuje rdzenna ludność Nowej Zelandii – Maorysi.               |
| 877     | Nowozelandzkie Wyspy Subantarktyczne New Zealand Sub-Antarctic Islands   |         | P (ix)(x)            | 1998      | Pięć grup wysepek (Wyspy Antypodów, Wyspy Auckland, Wyspy Bounty, Wyspy Campbella oraz Wyspy Snares) położonych na południowy wschód od terytorium Nowej Zelandii. |

## Palau(1)
| Nr ref. | Obiekt                                                      | Zdjęcie | Typ                       | Rok  | Opis                                                                                                   |
| ------- | ----------------------------------------------------------- | ------- | ------------------------- | ---- | --- |
| 1386    | Południowa laguna Rock Islands Rock Islands Southern Lagoon |         | K, P (iii)(v)(vii)(ix)(x) | 2012 | Laguna obejmująca 445 bezludnych wysepek. Występuje tutaj duża bioróżnorodność gatunkowa wśród ptaków. |

## Papua-Nowa Gwinea(1)
| Nr ref. | Obiekt                                                      | Zdjęcie | Typ         | Rok  | Opis                                                                                                 |
| ------- | ----------------------------------------------------------- | ------- | ----------- | ---- | --- |
| 887     | Wczesne stanowisko rolnicze Kuk Kuk Early Agricultural Site |         | K (iii)(iv) | 2008 | Stanowisko archeologiczne obejmujące tereny wykorzystywane rolniczo przez ostatnie 7–10 tysięcy lat. |

## Pitcairn(kolonia brytyjska)
| Nr ref. | Obiekt                           | Zdjęcie | Typ        | Rok  | Opis |
| ------- | -------------------------------- | ------- | ---------- | ---- | --- |
| 487     | Wyspa Henderson Henderson Island |         | P (vii)(x) | 1988 | Bezludna wyspa koralowa o powierzchni 37,3 km². Jest przykładem ekosystemu nietkniętego przez człowieka. |

## Polinezja Francuska(francuskie terytorium zależne)
| Nr ref. | Obiekt                    | Zdjęcie | Typ             | Rok  | Opis |
| ------- | ------------------------- | ------- | --------------- | ---- | --- |
| 1529    | Taputapuatea Taputapuātea |         | K (iii)(iv)(vi) | 2017 | Stanowisko archeologiczne obejmujące kamienne posągi Tiki. Znajduje się ono przy miejscu sakralnym zwanym Marae. |

## Stany Zjednoczone(23, 1 obiekt w Oceanii)
| Nr ref. | Obiekt                        | Zdjęcie | Typ      | Rok  | Opis                                                                                    |
| ------- | ----------------------------- | ------- | -------- | ---- | --------------------------------------------------------------------------------------- |
| 409     | Park Narodowy Wulkany Hawaiʻi |         | P (viii) | 1987 | Park narodowy położony na Hawajach. Ma on za zadanie ochronę krajobrazów wulkanicznych. |

## Vanuatu(1)
| Nr ref. | Obiekt                                          | Zdjęcie | Typ            | Rok  | Opis                                                                                       |
| ------- | ----------------------------------------------- | ------- | -------------- | ---- | ------------------------------------------------------------------------------------------ |
| 1280    | Dominium wodza Roi Maty Chief Roi Mata’s Domain |         | K (iii)(v)(vi) | 2008 | Miejsce związane z życiem i śmiercią ostatniego naczelnego wodza noszącego tytuł Roi Maty. |

## Wyspy Marshalla(1)
| Nr ref. | Obiekt                                                            | Zdjęcie | Typ        | Rok  | Opis |
| ------- | ----------------------------------------------------------------- | ------- | ---------- | ---- | --- |
| 1339    | Atol Bikini miejsce prób jądrowych Bikini Atoll Nuclear Test Site |         | K (iv)(vi) | 2010 | Atol składający się z 36 wysepek. W latach 1946–1958 Stany Zjednoczone prowadziły tutaj próby z bronią jądrową. |

## Wyspy Salomona(1)
| Nr ref. | Obiekt                        | Zdjęcie | Typ    | Rok  | Opis                                                                                             |
| ------- | ----------------------------- | ------- | ------ | ---- | ------------------------------------------------------------------------------------------------ |
| 854     | Wschodni Rennell East Rennell |         | P (ix) | 1998 | Drugi co do wielkości wyniesiony atol na świecie. W 2013 roku został uznany za obiekt zagrożony. |